# Lupin III : Une femme nommée Fujiko Mine
Pour les articles homonymes, voir Lupin (homonymie).
Lupin III : Une femme nommée Fujiko Mine (LUPIN the Third ～峰不二子という女～, Rupan za Saado ~Mine Fujiko to Iu Onna~) est une série télévisée d'animation japonaise produite par TMS Entertainment. Il s'agit de la quatrième adaptation télévisée d'animation issue du manga Lupin III créé par Monkey Punch. Réalisée par Sayo Yamamoto, elle a été diffusée sur Nippon TV du 4 avril 2012 au 27 juin 2012. La série met en avant l'héroïne de la franchise, Fujiko Mine, alors qu'elle endure diverses missions et rencontre les autres personnages principaux de la franchise pour la première fois. Contrairement aux trois précédentes séries de la franchise, Une femme nommée Fujiko Mine est plus orientée sexuellement dans le but de capturer la « sensualité » présente dans le manga, est plus sérieuse et plus sombre. C'est aussi la seule entrée de la franchise à avoir été réalisée par une femme et la première où Lupin n'est pas le protagoniste.
En France, la série n'a pas été diffusée à la télévision. Différentes éditions DVD et Blu-ray ont été distribuées par Black Box.

## Fiche technique
- Titre original : LUPIN the Third ～峰不二子という女～ (Rupan za Saado ~Mine Fujiko to Iu Onna~)
- Titre français : Lupin III : Une femme nommée Fujiko Mine
- Réalisation : Sayo Yamamoto
- Scénario : Mari Okada, d’après Lupin III de Monkey Punch
- Musique : Naruyoshi Kikuchi
- Character design : Takeshi Koike
- Licencié par :
  - Japon : Nippon TV
- Nombre d’épisodes diffusés : 13
- Version française réalisée par :
  - Société de doublage : O' Bahamas
  - Adaptation des dialogues : Erika Lalane, Jennifer Bellebeau

## Distribution

### Voix originales
- Miyuki Sawashiro : Fujiko Mine
- Kanichi Kurita : Arsène Lupin III
- Kiyoshi Kobayashi : Daisuke Jigen
- Daisuke Namikawa : Goemon Ishikawa XIII
- Kōichi Yamadera : Inspecteur Koichi Zenigata
- Yūki Kaji : Lieutenant Oscar
- Kanji Furutachi : Comte Luis Y. Almeida
- Katsumi Chō : Owl Head
- Binbin Takaoka : Dr. Fritz Kaiser
- Sanae Kobayashi : Aisha

### Voix françaises
- Sarah Cornibert : Fujiko Mine
- Fabien Albanèse : Arsène Lupin III
- Laurent Pasquier : Daisuke Jigen et Inspecteur Koichi Zenigata
- Marc Wilhelm : Goemon Ishikawa XIII
- Michaël Maino : Lieutenant Oscar

Source : Planète Jeunesse

## Épisodes
1. Gentleman cambrioleur contre voleuse de charme
2. 357 Magnum
3. Le Samouraï et la Préceptrice
4. J'ai vécu d'art, j'ai vécu d'amour
5. Dangereux ménage à trois
6. Prison d'amour
7. Révolution et musique
8. Prédiction macabre
9. Affection
10. Ville fantôme
11. La Fête des idiots
12. Une femme nommée Fujiko Mine, première partie
13. Une femme nommée Fujiko Mine, deuxième partie

## Contexte et production
En avril 2011, il a été annoncé qu'une nouvelle série d'animation Lupin III serait en diffusée en automne sur Nippon TV. En revanche, Nippon TV affirma alors que le projet n'était qu'un téléfilm (Blood Seal – Eternal Mermaid, qui fut diffusé en décembre) et non une série. En 2012, Toho Cinemas annonça qu'une vidéo promotionnelle pour une « nouvelle série télévisée ayant sa première en avril » serait montrée durant un évènement commémorant le quarantième anniversaire de Lupin le 18 mars. Lupin III : Une femme nommée Fujiko Mine fut annoncé une semaine plus tard en tant que série de treize épisodes. La série faisait partie du 40e anniversaire de la première série animée ainsi que du 45e anniversaire du manga.
La série a été réalisée par Sayo Yamamoto, qui reçut un contrôle créatif total. Yamamoto voulait utiliser le manga Lupin III d'origine ainsi que ses thèmes adultes en tant que base pour la série. Takeshi Koike était le character designer et le directeur d'animation. Yamamoto lui demanda d'utiliser les character designs du manga comme point de départ,. L'approche visuelle de la série fut comparée à Valkyria Chronicles.
Mari Okada a été la scénariste principale de la série, bien qu'Itsuko Miyoshi (épisode 2), Dai Satō (épisodes 3, 7, 10), Shinsuke Ōnishi (épisode 5) et Junji Nishimura (épisode 8) ont servi en tant que scénaristes d'épisodes. Il fut reporté que la série capturerait la « sensualité » présente dans le manga original Lupin III de Monkey Punch dans son « interprétation audacieuse » de la franchise. La vidéo promotionnelle montrée à Toho Cinemas commença à être diffusée en streaming par TMS Entertainment sur YouTube le 26 mars.
La musique de Lupin III : Une femme nommée Fujiko Mine a été composée par Naruyoshi Kikuchi, leader du groupe Date Course Pentagon Royal Garden. Shinichirō Watanabe, connu pour avoir réalisé Cowboy Bebop et Samurai Champloo et qui avait collaboré plusieurs fois avec Yamamoto dans le passé, servit en tant que producteur musical.

## Sortie
La série a été diffusée en 13 épisodes sur Nippon TV entre le 4 avril et le 27 juin 2012. Le thème d'ouverture est "New Wuthering Heights" (新・嵐が丘, Shin Arashi ga Oka, littéralement « Nouveaux Hauts de Hurlevent ») par Naruyoshi Kikuchi et Pepe Tormento Azucarar avec Ichiko Hashimoto (lisant le monologue d'ouverture en japonais), tandis que le thème de fin est "Duty Friend" par NIKIIE.
Au Japon, la série a été distribuée par VAP en coffrets DVD et Blu-ray le 19 septembre 2012, tandis qu'en France, Black Box distribua la série pour la première fois sur un coffret collector DVD/Blu-Ray en février 2016,. Les éditions standards DVD et Blu-Ray de la série sortirent le 7 juillet 2016,.

## Spin-off

### Lupin III: La Brume de sang de Goemon Ishikawa
La suite du film Le Tombeau de Daisuke Jigen par la même équipe, intitulée Lupin III : La Brume de Sang de Goemon Ishikawa (LUPIN THE IIIRD 血煙の石川五ェ門, Chikemuri no Ishikawa Goemon), sortit le 4 février 2017. Il sortit sur DVD et sur Blu-ray le 26 mai 2017, avec un livre d'art inclus dans l'édition limitée. En France, la maison d'édition Black Box publia le film sur DVD et Blu-Ray le 6 juillet 2018.
Goemon est engagé comme garde du corps par le patron des Yakuza, Makio Inaniwa, qui dirige un bateau de jeu et qui est menacé par des factions internes. Au même moment, Lupin tente de voler les profits du vaisseau de jeu et rencontre Fujiko, qui a la même idée que lui. Lupin et Fujiko décident de partager l'argent, mais soudainement, le bateau explose...

#### Distribution
- Kanichi Kurita : Arsène Lupin III (VF : Fabien Albanèse)
- Daisuke Namikawa : Goemon Ishikawa XIII (VF : Marc Wilhelm)
- Kiyoshi Kobayashi : Daisuke Jigen (VF : Laurent Pasquier)
- Miyuki Sawashiro : Fujiko Mine (VF : Sarah Cornibert)
- Kōichi Yamadera : Inspecteur Koichi Zenigata (VF : Laurent Pasquier)
- Takaya Hashi : Hawk
- Takayuki Sugō : Mario Inaniwa
- Atsushi Miyauchi : Inaniwa Jr.

#### Accueil
Matt Schley, d'Otaku USA, trouva que le film était une amélioration du film Le Tombeau de Daisuke Jigen et vit plus de la touche personnelle du réalisateur Takeshi Koike, réminiscente de Redline et de Trava: Fist Planet.

### Lupin III: Le Mensonge de Fujiko
La suite de La Brume de Sang de Goemon Ishikawa par la même équipe, intitulée Lupin III : Le mensonge de Fujiko (LUPIN THE IIIRD 峰不二子の嘘, Mine Fujiko no Uso), sortit le 31 mai 2019. Il sortit sur DVD et sur Blu-ray le 23 août 2019. Le film est inédit dans les pays francophones, mais a été diffusé lors de la 20e édition de la Japan Expo en juillet 2019.
Un jeune garçon prénommé Gene détient la clé des 500 millions de dollars que son père a détourné. Les deux sont ciblés par l'assassin Bincam, qui a attaqué le père de Gene, Randy.

#### Distribution
- Kanichi Kurita : Arsène Lupin III
- Daisuke Namikawa : Goemon Ishikawa XIII
- Kiyoshi Kobayashi : Daisuke Jigen
- Mamoru Miyano : Bincam
- Tomoe Hanba : Gene
- Masato Ohara : Randy

#### Accueil
Kim Morrissy, d'Anime News Network (ANN), fut surprise par la quantité d'action et de drame que le film Lupin III : Le mensonge de Fujiko contenait malgré sa courte durée. Elle salua le film pour son examen en profondeur du personnage de Fujiko et ses interactions avec Gene, mais sentit que les méchants étaient sous-développés.

## Autres médias

### Musique
La bande-sonore originale de la série sortit le 19 décembre 2012, et contient 42 morceaux. Elle sortit sur iTunes le 29 janvier 2013.

### Produits dérivés
Plusieurs produits dérivés de la série furent développés. Des figurines de Fujiko et de Lupin issues de la série furent créées, tandis qu'une de Jigen du film Le Tombeau de Daisuke Jigen sortit fin 2014. Les figurines de Fujiko et de Jigen venaient sous différents schémas de couleurs selon le détaillant,. Un livre d'art contenant des dessins originaux de la série, sélectionnés par Takeshi Koike, fut également publié.

## Accueil
Une femme nommée Fujiko Mine gagna le Prix d'encouragement au 16e Japan Media Arts Festival, et fut nommée l'un des meilleurs animes de 2012 par Otaku USA, qui nomma son animation comme étant la plus innovante de toutes les séries de cette année. La sortie du DVD japonais de la série fut le cinquième DVD d'animation japonaise le plus vendu lors de sa première semaine avec 1 404 exemplaires, tandis que la version Blu-ray fut le neuvième meilleur vendeur sur le classement équivalent d'Oricon avec 2 802 copies,.
Richard Eisenbeis de Kotaku salua la série en tant « [qu']un des animes les plus beaux jamais faits (si ce n'est pas l'anime). » Rebecca Silverman, d'ANN, rédigea une critique majoritairement positive de l'anime. Elle applaudit son ton sombre et le passé tragique de Fujiko, mais surtout le synopsis en général; « Autrement dit, c'est une série qui a été très bien planifiée et ce, jusqu'à la dernière scène. » Elle note que si le téléspectateur n'est familier qu'avec la parution nord-américaine de la deuxième série animée par Geneon, il sera surpris; « Si vous entrez dans la série en vous attendant à des blagues farfelues ou à des exploits fous, vous serez déçu. Lupin III : Une femme nommée Fujiko Mine est une prise plus mature et plus sombre sur la franchise, et elle réussit à y amener une nouvelle vie tout en restant fidèle à l'original de Monkey Punch. » Selon elle, les seuls aspects négatifs de la série sont son étrange générique de début et sa quantité de nudité injustifiée. Cependant, son collègue Jacob Hope Chapman était en désaccord avec cela, croyant que l'audio se démarque dans le début et que la sexualité est complètement intégrante avec « l’esthétique [de la série] et ne semble jamais être excessive ou mal ajustée. » Chapman affirma aussi que « l'objectivation constante de Fujiko » construit de manière surprenante l'un des animés les plus féministe-positif en des années. Dallas Marshall, de THEM Anime Reviews, lui donna 4 étoiles sur 5, saluant la série pour être plus près du style du manga d'origine à la fois en termes d'histoire et d'animation.